# Oligodon taeniolatus
Oligodon taeniolatus là một loài rắn trong họ Rắn nước. Loài này được Jerdon mô tả khoa học đầu tiên năm 1853.
Loài này phân bố ở Ấn Độ, Pakistan, Sri Lanka, S. Turkmenistan, E. Iran, Afghanistan, Bangladesh (phân loài: fasciatus).

## Hình ảnh

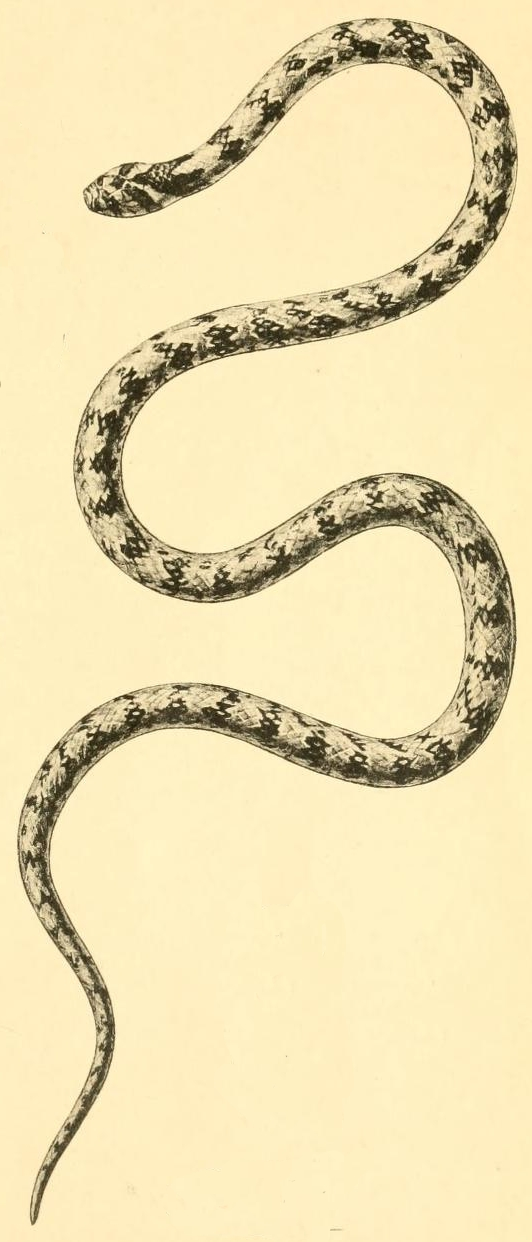